# La Florida (paroisse civile)
Pour les articles homonymes, voir La Florida et Florida.
La Florida est l'une des trois paroisses civiles de la municipalité de Cárdenas dans l'État de Táchira au Venezuela. Sa capitale est La Florida.